# Sankt Georgen am Fillmannsbach
Sankt Georgen am Fillmannsbach, též St. Georgen am Fillmannsbach, je obec v okrese Braunau v rakouské spolkové zemi Horní Rakousy.

## Geografie
Sankt Georgen leží v oblasti Innviertel. Přibližně 21 % rozlohy obce tvoří lesy a 75 % zemědělská půda.